# Dogodouman
Dogodouman is een gemeente (commune) in de regio Koulikoro in Mali. De gemeente telt 11.800 inwoners (2009).